# 대전문정중학교
대전문정중학교(大田文貞中學校)는 대한민국 대전광역시 서구 둔산동에 있는 공립 중학교이다.

## 학교 연혁
- 1993년 7월 8일 : 설립인가(54학급)
- 1994년 3월 1일 : 초대 이재선 교장 취임
- 1994년 3월 4일 : 개교 및 제1회 입학식(18학급 955명)
- 1994년 7월 1일 : 펜싱부 창단
- 1995년 2월 8일 : 학급 증설(57학급) 인가
- 2007년 12월 14일 : 하키부 창단
- 2009년 9월 15일 : 급식실 신축
- 2015년 9월 22일 : 대강당 준공
- 2024년 1월 5일 : 제29회 졸업식(424명) (총 16,519명 졸업)
- 2024년 3월 4일 : 제31회 입학식(14학급 393명)
- 2024년 9월 2일 : 제14대 한재원 교장 취임

## 참고 자료
- 대전문정중학교 - 한국교육학술정보원 학교알리미